# Karina Maruyama
Karina Maruyama (丸山 桂里奈, Maruyama Karina, nascida em 26 de março de 1983) é uma futebolista japonesa que atua como atacante. Atualmente joga pelo Speranza F.C. Osaka-Takatsuki.

## Carreira
Maruyama fez parte do elenco da Seleção Japonesa de Futebol Feminino, nas Olimpíadas de 2004, 2008 e 2012. E no mundial de 2011.

## Títulos
Japão
- Mundial: 2011